# Dagmar Patrasová
Dagmar „Dáda” Patrasová (ur. 27 kwietnia 1956 w Pradze) – czeska aktorka telewizyjna i filmowa, piosenkarka.

## Życiorys

### Wczesne lata
Urodziła się w Pradze jako najmłodsza z trojga dzieci profesora Karela Patrasa (1923–2003), solowego harfisty ČF i docenta AMU, i śpiewaczki operowej Věry Patrasovej (1920–2000). Ma starszą siostrę Věrę i starszego brata Vladimíra.
Już jako mała dziewczynka występowała w programach telewizyjnych, uczęszczała do kółka dramatycznego Jiřiny Steinmarovej i Jiřiny Stránskiej, a także uprawiała gimnastykę artystyczną. Uczyła się śpiewu u profesor Jaroslavy Bernardovej i u Lídy Nopovej.

### Kariera
Mając 17 lat zadebiutowała na ekranie w komedii muzycznej Trzydzieści panien i Pitagoras (30 panen a Pythagoras, 1973) z udziałem Karela Gotta, a dwa lata potem Mała syrenka (Malá morská víla, 1975) na podstawie baśni Hansa Christiana Andersena. Po ukończeniu praskiego konserwatorium, związała się z teatrem Semafor (1976–1987). Występowała w kabaretach Ondřeje Suchégo i Oldřicha Dudka. 
W dramacie kryminalnym Śmierć autostopowiczek (Smrt stoparek, 1979) z Markiem Perepeczką i Janą Nagyovą zagrała jedną z tragicznie zamordowanych studentek. Wystąpiła też w komedii muzycznej Hit (Trhák, 1980), komedii Kelner, płacić! (Vrchní, prchni!, 1980) i niemieckim filmie sci-fi Z wizytą u Van Gogha (Besuch bei Van Gogh, 1985) u boku Grażyny Szapołowskiej. 
Sympatię wśród młodych telewidzów zyskała dzięki roli niepokornej księżniczki Xeni w serialu Arabela (1979–1980) i sequelu Powrót Arabeli (Arabela se vrací, 1990).
Na początku lat 80. zaczęła nagrywać piosenki z muzyką Michaela Kocábova i tekstami Ondřeja Suchego. W 1982 roku śpiewała z kabaretem Zdeňka Podskalskiego Románek i w duecie z Felixem Slováčkiem, śpiewającym klarnecistą. Jej album z piosenkami dla dzieci został sprzedany w ilości 350 tysięcy egzemplarzy.

## Życie prywatne
Od roku 1983 jest zamężna z kompozytorem, saksofonistą i dyrygentem Felixem A. Slováčkem. Mają syna Felixa i córkę Aničkę Jůlię.

## Filmografia

### Filmy fabularne
- 1973: Třicet panen a Pythagoras jako studentka
- 1974: Poslední ples na rožnovské plovárně jako studentka
- 1975: Mała syrenka (Malá morská víla) jako starsza siostra
- 1976: Odyseusz i gwiazdy (Odysseus a hvězdy) jako kobieta w samochodzie
- 1977: Spetku soli
- 1977: Šestapadesát neomluvených hodin jako Lenka
- 1978: Pan Tau w obłokach (Poplach v oblacích)
- 1979: Śmierć autostopowiczek (Smrt stoparek) jako Marta Vanková
- 1980: Hit (Trhák) jako asystentka reżysera
- 1980: Kelner, płacić! (Vrchní, prchni!) jako Manuela, dziewczyna Rudy'ego Vyskocila
- 1981: V podstate jsme normální jako Ilona
- 1981: Zelená vlna jako dziewczyna
- 1982: Jehla (TV)
- 1982: Šílený kankán jako młoda dama
- 1983: Čertův švagr (TV)
- 1984: Lucie, postrach ulice jako sprzedawczyni
- 1984: Koloběžka první (TV)
- 1984: Barrandovské nocturno aneb Jak film zpíval a tancil jako Piosenkarka
- 1985: Z wizytą u Van Gogha (Besuch bei Van Gogh) jako Kati
- 1986: Jak se mele babí hněv (TV)
- 1987: Ohnivé ženy mezi námi (TV)
- 1988: O księżniczce, która raczkowała (O princezne, která ráckovala, TV) jako księżniczka Karolína II
- 1988: Bez pracy nie ma kołaczy (Bez práce nejsou koláče, TV)
- 1988: Trzeci tata (Tretí táta, TV)
- 1988: Anioł uwodzi diabła (Anděl svádí ďábla) jako Iva Eckertová (także wykonanie piosenek)
- 1988: Pan Tau jako tancerka
- 1988: Útěk ze seriálu (TV)
- 1989: Dobro i zło (Dobro a zlo, TV)
- 1989: Pasáček a císařova dcera (TV)
- 1990: Powrót Arabeli, czyli jak Rumburak został władcą Krainy Baśni (Arabela se vrací, TV) jako Xenia
- 1990: Jehlice sluneční paní (TV)
- 1990: O Janovi a podivuhodném příteli (TV)
- 1992: V Praze bejvávalo blaze
- 2004: Choking Hazard w roli samej siebie

### Seriale telewizyjne
- 1975: My z końca świata (My z konce sveta)
- 1977: Pejsvidek a Medvisek
- 1978: Pan Tau jako stewardesa
- 1979-80: Arabela jako księżniczka Xenia
- 1980: Lucie, postrach ulice (animowany) jako Verkäuferin (głos)
- 1982: Hotel Polanów i jego goście (Hotel Polan und seine Gäste) jako Channeh Kober
- 1983: Goście (Návštěvníci) jako Emilia Fernandez/Káťa Jandová
- 1993: Powrót Arabeli (Arabela se vrací) jako Xenia

## Dyskografia

### Albumy studyjne
- 1988: Pasu, Pasu písničky[8]
- 1991: Škola zvířátek[8]
- 1992: Dobrodružství Žížaly Jůlie[8]
- 1993: Narozeniny s Dádou[8]
- 1993: Arabela - Něco mezi dobrem a zlem[8]
- 1994: Školička s Dádou[8]
- 1995: Baby Studio s Dádou[8]
- 1996: Vánoce s Dádou[8]
- 1997: Kuřátka s Dádou[8]
- 1998: Pohádky a písničky s Dádou 1[8]
- 1999: Pohádky a písničky s Dádou 2[8]
- 1999: Já s Dádou[8]
- 2002: Sněhová královna[8]
- 2004: Mini Disco Show[8]
- 2005: 21 Písniček! Věnováno H. Ch. Andersenovi[8]
- 2006: Dáda Hitparáda[8]
- 2007: Dáda Nej (wyd. Sony BMG)[9]
- 2008: Od Andulky Po Žížalu[8]
- 2010: Hopsa Heysa[8]
- 2011: Dáda Zpíva Texty Jiřího Suchého - Malé Kotě[8]

### Składanki
- 1996: Rozvíjej se, poupátko; utwór Rumburakův tah - Rumburakův krach[10]